# Morti nel 1978/Dicembre
| Questa pagina contiene informazioni ricavate automaticamente dalle voci biografiche con l'ausilio del template Bio e di un bot. L'aggiornamento è periodico e automatico e ricostruisce completamente la pagina. Se manca una persona in questa lista, sei pregato di non aggiungerla, ma accertati piuttosto che la sua voce biografica contenga il template Bio e che i dati anagrafici siano correttamente compilati. Se il template Bio manca, inseriscilo tu stesso o, in alternativa, metti l'avviso {{tmp\|Bio}} che ne segnala la mancanza. Se i dati riportati sono sbagliati, correggi direttamente la voce biografica; le modifiche saranno visibili in questa lista entro pochi giorni. Per chiarimenti vedi il progetto biografie. La lista contiene solo le 94 persone che sono citate nell'enciclopedia e per le quali è stato implementato correttamente il template Bio. Pagina aggiornata al 3 mar 2024. |

- 3 dicembre - John Bevan, militare britannico (n. 1894)
- 3 dicembre - György Csányi, velocista ungherese (n. 1922)
- 3 dicembre - Ivan Petrovič Kavaleridze, regista cinematografico e scultore ucraino (n. 1887)
- 3 dicembre - William Grant Still, compositore e direttore d'orchestra statunitense (n. 1895)
- 4 dicembre - Henrique Ben David, calciatore portoghese (n. 1926)
- 4 dicembre - Loring Coes Junior, chimico statunitense (n. 1915)
- 4 dicembre - Samuel Abraham Goudsmit, fisico olandese (n. 1902)
- 4 dicembre - Sverre Nordby, calciatore norvegese (n. 1910)
- 4 dicembre - Rudolf Svensson, lottatore svedese (n. 1899)
- 5 dicembre - Dajos Béla, violinista e direttore d'orchestra ucraino (n. 1897)
- 5 dicembre - Irénée Hausherr, gesuita francese (n. 1891)
- 5 dicembre - Steve Mitchell, cestista statunitense (n. 1952)
- 5 dicembre - Riccardo Palanti, pittore e decoratore italiano (n. 1893)
- 5 dicembre - Carlos Riolfo, calciatore uruguaiano (n. 1905)
- 6 dicembre - Antonietta Cherillo, calciatrice italiana (n. 1955)
- 6 dicembre - Giuseppe Cortese, politico italiano (n. 1908)
- 7 dicembre - I. Stanford Jolley, attore statunitense (n. 1900)
- 7 dicembre - Danilo Paris, politico italiano (n. 1910)
- 7 dicembre - Alexander Wetmore, ornitologo, paleontologo e biologo statunitense (n. 1886)
- 8 dicembre - Guido Luigi Bentivoglio, arcivescovo cattolico italiano (n. 1899)
- 8 dicembre - Ferruccio Ferrazzi, pittore e scultore italiano (n. 1891)
- 8 dicembre - Golda Meir, politica ucraina (n. 1898)
- 9 dicembre - Eugenia Gilbert, attrice statunitense (n. 1902)
- 9 dicembre - Ed Healey, giocatore di football americano statunitense (n. 1894)
- 9 dicembre - Silvano Montanari, politico italiano (n. 1921)
- 10 dicembre - Emilio Portes Gil, politico messicano (n. 1890)
- 10 dicembre - Fausto Tozzi, attore e sceneggiatore italiano (n. 1921)
- 10 dicembre - Ed Wood, regista, sceneggiatore e produttore cinematografico statunitense (n. 1924)
- 11 dicembre - Italo Bandini, calciatore italiano (n. 1905)
- 11 dicembre - Flaminio Bollini, regista e sceneggiatore italiano (n. 1924)
- 11 dicembre - Vincent du Vigneaud, biochimico statunitense (n. 1901)
- 11 dicembre - Raúl Alberto Lastiri, politico argentino (n. 1915)
- 12 dicembre - Keith Ellis, bassista britannico (n. 1946)
- 12 dicembre - Il'ja Abramovič Kan, scacchista russo (n. 1909)
- 12 dicembre - Francesco Locatelli, ciclista su strada italiano (n. 1920)
- 12 dicembre - Fay Compton, attrice inglese (n. 1894)
- 12 dicembre - Paolo Minganti, orientalista, arabista e islamista italiano (n. 1925)
- 12 dicembre - Hermann Springer, calciatore svizzero (n. 1908)
- 13 dicembre - Bill Gorman, calciatore irlandese (n. 1911)
- 14 dicembre - Antonino Cuttitta, militare e politico italiano (n. 1893)
- 14 dicembre - Egil Jacobsen, calciatore norvegese (n. 1899)
- 14 dicembre - Salvador de Madariaga, diplomatico, politico e scrittore spagnolo (n. 1886)
- 14 dicembre - Giovanni Melarangelo, pittore italiano (n. 1903)
- 14 dicembre - Edmundo Suárez, calciatore e allenatore di calcio spagnolo (n. 1916)
- 15 dicembre - Silvio Ferri, archeologo italiano (n. 1890)
- 15 dicembre - Edgar Lustgarten, conduttore televisivo e scrittore inglese (n. 1907)
- 15 dicembre - Alberto Rio, calciatore portoghese (n. 1892)
- 15 dicembre - Chill Wills, attore e cantante statunitense (n. 1902)
- 16 dicembre - Enzo Bandelloni, ingegnere italiano (n. 1929)
- 16 dicembre - Lelio Basso, avvocato, giornalista e antifascista italiano (n. 1903)
- 16 dicembre - Blanche Calloway, cantante statunitense (n. 1902)
- 16 dicembre - Bruno Coceani, prefetto e storico italiano (n. 1893)
- 16 dicembre - Heinrich Matthes, militare tedesco (n. 1902)
- 17 dicembre - Luigi Aversano, pittore e militare italiano (n. 1894)
- 17 dicembre - Don Ellis, trombettista e compositore statunitense (n. 1934)
- 17 dicembre - Josef Frings, cardinale e arcivescovo cattolico tedesco (n. 1887)
- 17 dicembre - Eccard von Gablenz, generale tedesco (n. 1891)
- 18 dicembre - Aleksandr Aleksandrovič Archangel'skij, ingegnere aeronautico sovietico (n. 1892)
- 18 dicembre - Harold Lasswell, politologo statunitense (n. 1902)
- 18 dicembre - Sergio Méndez, calciatore salvadoregno (n. 1942)
- 18 dicembre - Angelo Oliviero, calciatore italiano (n. 1919)
- 19 dicembre - Pedro Cantero Cuadrado, arcivescovo cattolico spagnolo (n. 1902)
- 19 dicembre - Moss Christie, nuotatore australiano (n. 1902)
- 19 dicembre - Jean Claessens, calciatore belga (n. 1908)
- 19 dicembre - Duncan Lamont, attore britannico (n. 1918)
- 20 dicembre - Antonino Piscitello, politico italiano (n. 1926)
- 20 dicembre - Robin Reed, lottatore statunitense (n. 1899)
- 21 dicembre - Roger Caillois, scrittore, sociologo e antropologo francese (n. 1913)
- 21 dicembre - Shūji Sano, attore giapponese (n. 1912)
- 21 dicembre - Anton Ukmar, politico e partigiano italiano (n. 1900)
- 21 dicembre - Allen West, criminale statunitense (n. 1929)
- 22 dicembre - Rochus Gliese, scenografo, regista e attore tedesco (n. 1891)
- 22 dicembre - Tecla Scarano, attrice italiana (n. 1894)
- 23 dicembre - Barbara Castleton, attrice statunitense (n. 1894)
- 23 dicembre - Enzo Di Pisa, autore televisivo italiano (n. 1945)
- 23 dicembre - Misao Tamai, calciatore giapponese (n. 1903)
- 24 dicembre - Philip Khuri Hitti, orientalista libanese (n. 1886)
- 24 dicembre - Stan Seymour, dirigente sportivo, calciatore e allenatore di calcio inglese (n. 1895)
- 25 dicembre - Raymond Braine, calciatore belga (n. 1907)
- 25 dicembre - Emilio Savino, calciatore italiano (n. 1899)
- 26 dicembre - Heinrich Schlier, teologo tedesco (n. 1900)
- 27 dicembre - Chris Bell, cantante e chitarrista statunitense (n. 1951)
- 27 dicembre - Houari Boumédiène, politico e militare algerino (n. 1932)
- 27 dicembre - Alexandre Deulofeu, politico e filosofo spagnolo (n. 1903)
- 27 dicembre - Jerzy Gregołajtys, cestista polacco (n. 1911)
- 28 dicembre - Hans Fleischmann, calciatore tedesco (n. 1898)
- 28 dicembre - Harry Winston, gioielliere statunitense (n. 1896)
- 29 dicembre - Anton Augustín Baník, storico, filosofo e filologo slovacco (n. 1900)
- 29 dicembre - George Newberry, pistard britannico (n. 1917)
- 30 dicembre - Gino Del Signore, tenore italiano (n. 1906)
- 30 dicembre - Hanna Honthy, cantante e attrice ungherese (n. 1893)
- 30 dicembre - Mark Najmark, matematico sovietico (n. 1909)
- 31 dicembre - Nicolau dos Reis Lobato, rivoluzionario e politico est-timorese (n. 1946)
- 31 dicembre - Edmea Pirami, pediatra italiana (n. 1899)